# Орао+
Орао+ или Импулс 9010 је назив за ослабљену верзију рачунара Орао 64 са 32 Kb РАМ и 16 Kb РОМ меморије. Био је намењен првенствено за школе. Као Орао 64 има проширену тастатуру са 84 тастера, и побољшани Бејсик преводилац.

## Технички подаци
- Процесор : 6502
- Такт : 1 Mhz
- Меморија : 32 Kb РАМ,16 Kb РОМ
- Монитор
- графика у 256x256 тачака (монохроматска)
- графика у 640x200 тачака (монохроматска)
- текст 32x32
- текст 80 24
- Звук : 1 канал 5 октава
- Уграђени звучник
- Тастатура Quertz: ,84 тастера
- Програмски језици : уграђени Орао Бејзинг в1.3, Монитор
- Улазно-излазне јединице : касетофон ДИН-5, излаз за телевизор, композни излаз, тастер за ресет, РС-232 ДИН-5, излаз за проширење
- Диск операцијски састав: ВДОС